# Graham Sharp
Henry Graham Sharp  (* 19. Dezember 1917 in London; † 2. Januar 1995 in Poole) war ein britischer Eiskunstläufer, der im Einzellauf startete. Er ist der Weltmeister von 1939 und der Europameister von 1939.
Sharp wurde 1939, dem letzten Jahr vor der siebenjährigen Wettkampfpause wegen des Zweiten Weltkriegs, Weltmeister und Europameister. Beide Male vor seinem Landsmann Freddie Tomlins. Schon in den drei Jahren zuvor gewann Sharp sowohl bei Weltmeisterschaften wie auch Europameisterschaften die Silbermedaille. Er unterlag dort 1936 Karl Schäfer und 1937 und 1938 Felix Kaspar. Bei den Olympischen Spielen 1936 wurde Sharp Fünfter. Der achtmalige britische Meister kam nach der Kriegspause, die ihm die Chance auf weitere Erfolge genommen hatte, noch einmal zurück. 1948 wurde er Sechster bei der Weltmeisterschaft und Siebter bei den Olympischen Spielen. 

## Ergebnisse
| Wettbewerb / Jahr         | 1934 | 1935 | 1936 | 1937 | 1938 | 1939 | 1946 | 1948 |
| ------------------------- | ---- | ---- | ---- | ---- | ---- | ---- | ---- | ---- |
| Olympische Winterspiele   |      |      | 5.   |      |      |      |      | 7.   |
| Weltmeisterschaften       | 6.   | 4.   | 2.   | 2.   | 2.   | 1.   |      | 6.   |
| Europameisterschaften     |      |      | 2.   | 2.   | 2.   | 1.   |      |      |
| Britische Meisterschaften | 1.   | 1.   | 1.   | 1.   | 1.   | 1.   | 1.   | 1.   |